# Большой Симкин
Большой Симкин — хутор в Палласовском районе Волгоградской области, в составе Эльтонского сельского поселения. Хутор расположен на юге Палласовского района у лимана Симкин в 150 км южнее города Палласовка.В 11 км южнее хутора расположено озеро Боткуль.
Население — 295 (2010)

## История
Хутор Большой Симкин упоминается в решении исполнительного комитета Волгоградского областного Совета народных депутатов от 17 мая 1978 года № 10/382 «О некоторых изменениях в административно-территориальном делении области». Согласно указанному решению к хутору Большой Симкин были присоединены хутора Железняк, Проводник, Симкин, Бирючек, Горбанев, Фомин, Калашников, Калиновка, Лапин. Хутор Большой Симкин находился в подчинении Эльтонскому поссовету.

## Население
Динамика численности населения по годам:
| 1987 | 2002 |
| ---- | ---- |
| ≈350 | 356  |

| 2010 |
| ---- |
| 295  |